# Karoline Krüger
Karoline Krüger, född 13 februari 1970 i Bergen, är en norsk sångare och låtskrivare samt pianist. Hennes första TV-framträdande var som 11-åring, i ungdomsprogrammet Halvsju.
Hon slog igenom med vinsten i Norsk Melodi Grand Prix 1988 med låten "For vår jord", som därmed kvalificerade sig för Eurovision Song Contest 1988 i Dublin, där låten slutade på en femteplats.
Hon är gift med en annan norsk sångare, Sigvart Dagsland. 

## Diskografi
Album
- Fasetter (1988)
- I Know it's a Lie (1990)
- En gang i alles liv (1991)
- Fuglehjerte (1993)
- Den andre historien..... (1996)
- Sirkeldans (1999)
- Jakobsmesse - en messe for mennesker i bevegelse (med Erik Hillestad & Sondre Bratland) (2003)
- De to stemmer (2004)
- Jul (med Sigvart Dagsland) (2013)
- To messer for kjærlighet (med Erik Hillestad) (2013)
- Labyrinter! (med Fru Nitters Rytmeorkester) (2018)

EP
- You Call It Love (1988)

Singlar
- "I Know It's a Lie" (1986)
- "Child of Earth" / "For vår jord" (1988)
- "Når jeg ser ditt smil" / "Snøbær og kastanjer" (1988)
- "Vondt når jeg leser" (promo) (1993)
- "Kom bare kom" (1996)
- "Helt ny verden" (på Spotify, med Marian Aas Hansen) (1999)
- "Ka e du redd for?" (promo, med Sigvart Dagsland) (2004)

### Fotnoter
1. ↑  Karoline Krüger i Store norske leksikon (bokmål)